# Stygobromus
Stygobromus es un género de crustáceo de la familia Crangonyctidae.

## Especies
Este género contienen las siguientes especies:
| - Stygobromus araeus - Stygobromus arizonensis - Stygobromus balconis - Stygobromus barri - Stygobromus bifurcatus - Stygobromus bowmani - Stygobromus clantoni - Stygobromus conradi - Stygobromus cooperi - Stygobromus dejectus - Stygobromus elatus - Stygobromus emarginatus - Stygobromus ephemerus - Stygobromus flagellatus - Stygobromus gradyi - Stygobromus hadenoecus - Stygobromus harai - Stygobromus hayi - Stygobromus heteropodus - Stygobromus hubbsi | - Stygobromus identatus - Stygobromus longipes - Stygobromus lucifugus - Stygobromus mackenziei - Stygobromus montanus - Stygobromus morrisoni - Stygobromus mundaus - Stygobromus nortoni - Stygobromus onondagaensis - Stygobromus ozarkensis - Stygobromus parvus - Stygobromus pecki - Stygobromus pizzinii - Stygobromus putealis - Stygobromus reddelli - Stygobromus smithii - Stygobromus spinatus - Stygobromus stellmacki - Stygobromus subtilis - Stygobromus wengerorum |